# Jon Kleinberg
Jon Michael Kleinberg (Boston, outubro de 1971) é um informático estadunidense.